# Tropaeolum peregrinum
Tropaeolum peregrinum, llamada capuchina amarilla, flor del canario o vid del canario, es una especie de planta ornamental originaria de Sudamérica, se distribuye en Perú; muy popular en los jardines de muchos países del mundo.

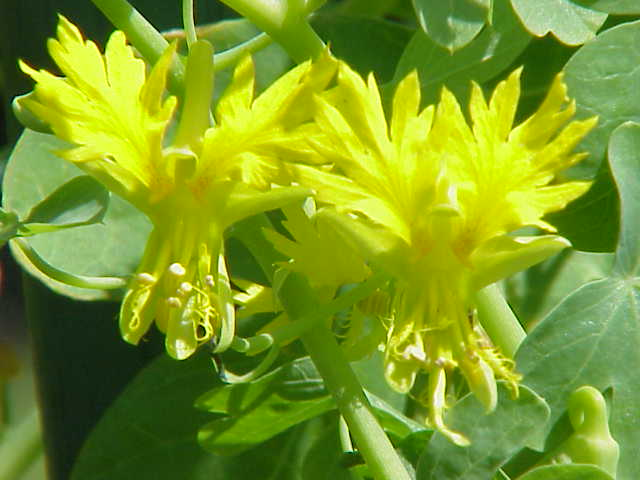
Detalle de la flor

## Taxonomía
Tropaeolum peregrinum fue descrita por Carlos Linneo y publicado en Species Plantarum 1: 345. 1753.
Etimología
Tropaeolum: nombre genérico conocido como la capuchina de jardineros, aunque no de los botánicos, y nombrado por Linneo, que deriva del griego tropaion y del latín tropaeum de "trofeo", por la manera en que crece la planta, sobre un soporte. recordando un trofeo clásico con escudos y cascos de oro como las que colgaban como un signo de la victoria en un campo de batalla.
peregrinum: epíteto latíno que significa "peregrino, errante".
Sinonimia
- Tropaeolum aduncum Sm.
- Tropaeolum peregrinum var. peregrinum
- Tropaeolum peregrinum var. weberbaueri (Loes.) Sparre
- Tropaeolum weberbaueri Loes.[5]

## Nombres comunes
- pajaritos amarillos, malla del Perú, canariera, canarios, hierba del canario.[6]